# 오스트레일리아 영어
오스트레일리아 영어(Australian English, AusE, AuE, AusEng, en-AU) 또는 호주 영어는 오스트레일리아에서 쓰이는 영어이다. 속칭 오지 잉글리시라고도 하며 A를 아이로 발음하고 단어를 축약해서 말하는 특징이 있다.
발음과 표기에서 영국 영어와 매우 흡사하다. 단어는 밑의 표와 같이 사용한다.
| American English | Australian English |
| ---------------- | ------------------ |
| Color            | Colour             |
| Mom              | Mum                |
| Yammy            | Yummy              |
| Center           | Centre             |

- 남아프리카 영어